# Церковь Примирения (Берлин)
Церковь Примире́ния (нем. Versöhnungskirche) на Бернауэр-штрассе в берлинском районе Митте была во времена холодной войны символом раскола Германии. Исходно название церкви подразумевало мир в душе верующих и примирение человека с Богом.

## Архитектура
Общий вид протестантской церкви Примирения, построенной из красного кирпича в неоготическом стиле, можно представить по фотодокументам.
Колокольня церкви высотою 75 метров имела квадратное основание, на котором крепилось восьмиугольное шатровое завершение со шпилем и крестом наверху. Восьмиугольным в плане был и просторный интерьер храма с контрфорсами. Церковь вмещала до 1000 прихожан, которым хорошо был виден алтарь, где бы они ни располагались.

## История
Церковь была построена по проекту архитектора Готхильфа Людвига Мёкеля в 1892 году, а в 1894 году торжественно освящена в присутствии императрицы Августы Виктории.
Во время войны церковь серьёзно пострадала от бомбёжек, в 1945 году она оказалась на границе французского и советского секторов Берлина, в 1950 году была восстановлена и снова использовалась для богослужений, хотя численность церковной общины на одну треть сократилась.

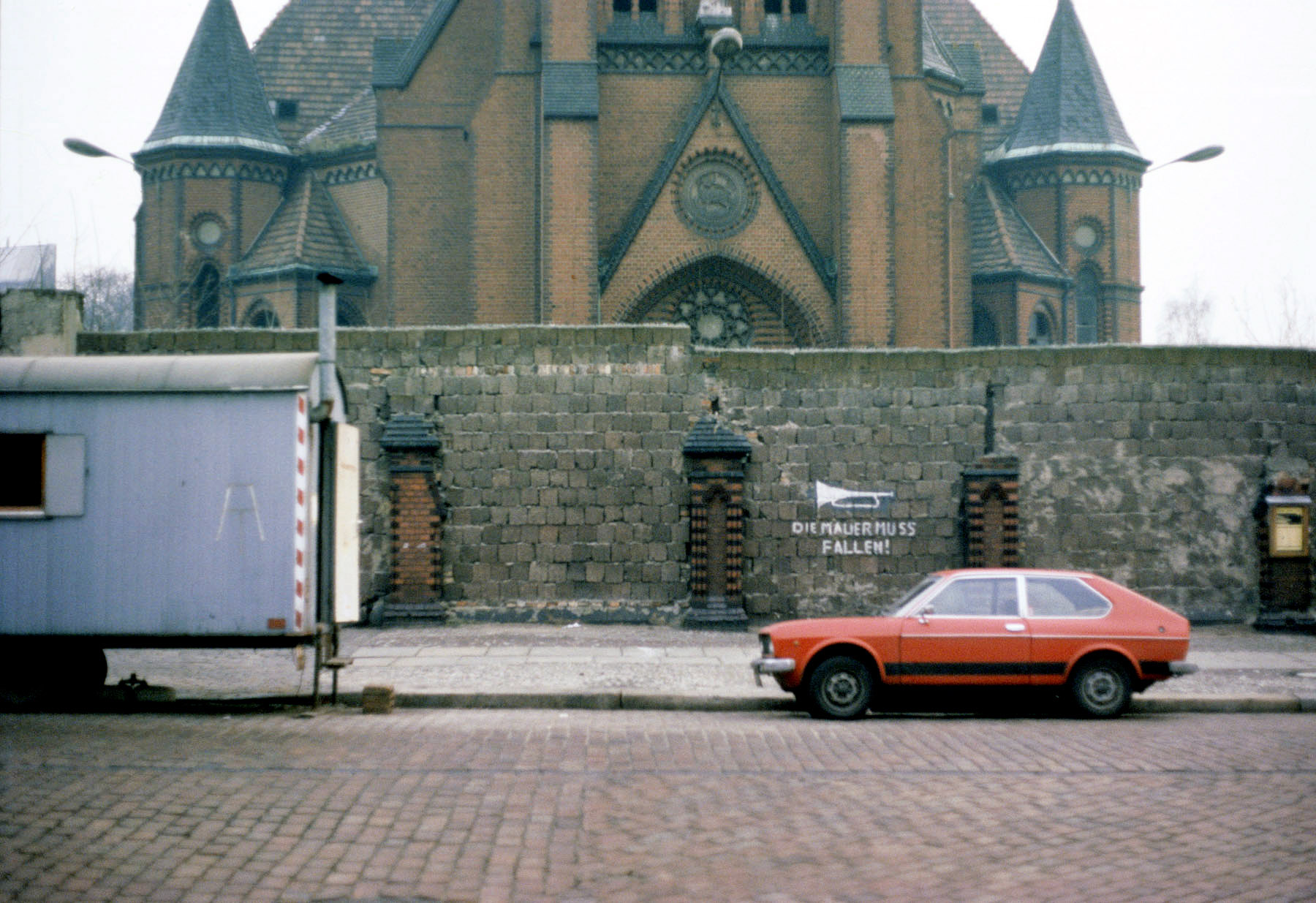
Замурованные входы после возведения стены. 1978 год

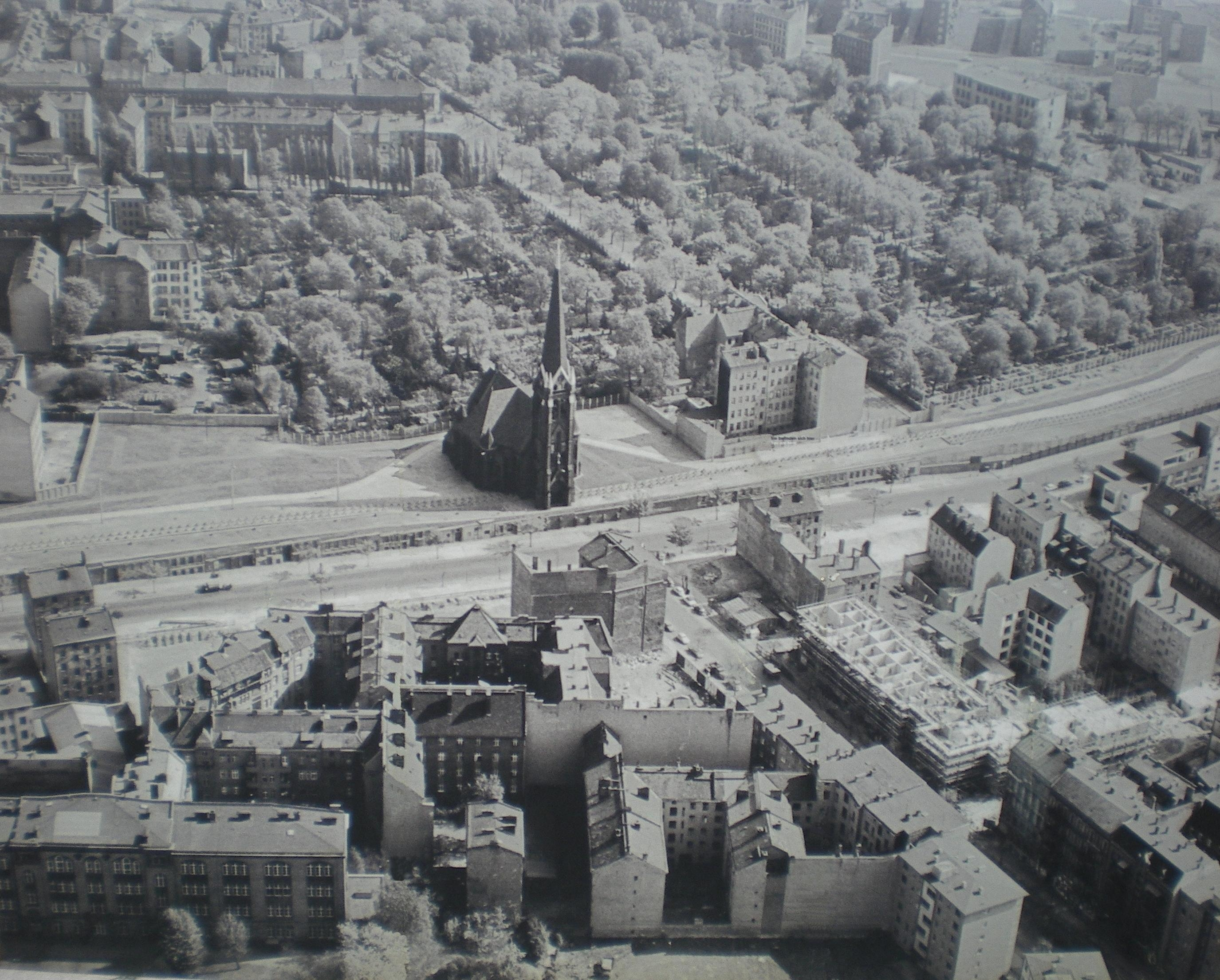
Церковь Примирения. Аэрофотосъёмка, 1980 год

Воздвигнутая в августе 1961 года Берлинская стена проходила по Бернауэр-штрассе в нескольких метрах от входа в церковь. «Полоса смерти», как называли тогда территорию стены, сделала для прихожан доступ к церкви Примирения практически недосягаемым. 23 октября 1961 года церковь окончательно закрыли, перекрыв все подходы к ней. Позднее в запретной зоне пограничники использовали церковную колокольню как сторожевую вышку для расстрела перебежчиков.
28 января 1985 года правительство ГДР отдало приказ взорвать церковь. Через месяц, 28 февраля 1985 года канцлер ФРГ Гельмут Коль, выступая с программной речью, напомнив о сносе церкви Примирения, говорил о долгом и трудном пути, который предстоит пройти для преодоления раскола Германии и Европы.
9 ноября 1989 года Берлинская стена пала. На новом этапе истории Германии церковной общине вернули участок для культового использования.
|                                                |  |                                    |  |
| Колокола, экспонирующиеся в часовне Примирения |  | Скульптура благословляющего Христа |  |

С 1975 по 2013 год евангелическую общину церкви Примирения возглавлял пастор Манфред Фишер, который после воссоединения Германии активно отстаивал идею создания мемориального комплекса «Берлинская стена».
Частью этого комплекса стала выстроенная на фундаменте взорванной церкви часовня Примирения, торжественно открытая 9 ноября 2000 года, спустя 11 лет после падения стены.
Сохранившиеся благодаря усилиям церковной общины произведения внутреннего убранства церкви Примирения можно увидеть в нескольких местах. В 1993 году перед главным входом в Гефсиманскую церковь была установлена уцелевшая скульптура благословляющего Христа.
Три колокола, алтарная картина — деревянный резной рельеф Тайная вечеря, кресты, капители церковных колонн и другие реликвии, найденные среди развалин, были перенесены в часовню Примирения и на прилегающий к ней участок комплекса «Берлинская стена».
Фрагменты фундамента взорванной церкви посетители могут увидеть через ограждённые углубления, специально вмонтированные в пешеходные дорожки при возведении комплекса.